# ヘッケライト
ヘッケライト(Haeckelites)は、炭素原子が三配位したネットワークであり、五角形、六角形、七角形が周期的に配列した構造を持つ。Humberto TerronesとMauricio Terronesらによって2000年に初めて提案され、エルンスト・ヘッケルの描いた放散虫の図がこれと似た構造を持っていたことから、彼に因んで命名した。研究室での合成は未だなされていないものの、非常に多くの理論研究の題材となっている。